# Фантастика жахів
Фантастика жахів (англ. Horror literature, horror fiction; часто просто «жахи» або навіть «жахастики», іноді й запозичене з англійської «хорор») — жанр художньої літератури, що розкриває сюжети та теми, які призначені чи мають потенціал, щоб налякати або досягти переляку своїх читачів, викликаючи почуття жаху і терору.
Літературний історик Дж. Е. Каддон визначив твір жахів, як «шматок фантастики в прозі змінної довжини, який шокує … або навіть лякає читача, чи, можливо, викликає почуття відрази чи ненависті». Це створює моторошну і страшну атмосферу. Цей жанр близький до жанрів «фентезі» та «містики», хоча кожен з них є окремою течією фантастичної літератури . Містику та фантастику жахів, тим не менш, часто відносять до однієї підгрупи фантастики через численні подібності, проте відмінності в них є також. Слід зазначити, що термін «фантастика жахів» не завжди сприймається тотожним терміну «література жахів», бо останній має більш широке значення, адже «жахи» далеко не завжди належать до фантастики. Книги жанру мають як абсолютно незбагненні сюжетні моменти, так і прозу, засновану на реальних подіях (наприклад, «психологічні трилери», як правило, часто взагалі не мають жодного фантастичного елементу). Проте, все ж таки, жах у книгах жанру, як правило, є надприродним, хоча він може і не мати суто надприродного характеру. У таких випадках центральна загроза твору у жанрі «горор» може бути витлумачено як метафора для великих страхів суспільства.